# عملية شامل
عملية شامل (بالألمانية: Unternehmen Schamil) خطة عسكرية ألمانية قامت بها وحدات مُتقدمة من المظليين التابعين للقوات الخاصة الألمانية، البراندنبرگر، على خط المواجهة الألماني السوڤێتي عند مدينتي مايكوپ وگروزنێ، والتيّ كانتا أكبر مدينتين بتروليتين، بالإضافة إلى باكو، ومن ثمّ أصبحوا أهدافًا رئيسية للقوات الألمانية مع بداية الهجوم الألماني الصيفي المُضاد لعام 1942، وهي من تنفيذ مجموعة الجيوش أ بقيادة الگنرال فيلدمارشال ڤيلهلم لست.

## التسمية
سُمّيت العملية باسم عملية شامل نسبة إلى الإمام شامل ثالث أئمة داغستان، وقائد المقاومة الإسلامية ضد الإمبراطورية الروسية أثناء حرب القوقاز خلال الفترة ما بين عامي 1834 وحتى عام 1859.

## تنفيذ العملية
أوكلت تنفيذ عملية شامل إلى فوج البراندنبرگر ليهر زد بي ڦي-800، إحدى وحدات القوات الخاصة الألمانية، وشملت الخطة إسقاط مظليين لتعطيل الدفاعات السوڤێتية قبيل غزو الجيش الأول پانزر للمدينتين، على أن تكون العملية سريعة ومفاجئة حتى لا تجد القوات السوڤێتية الوقت المناسب لتعطيل المنشآت البترولية.
بدأت العملية بإسقاط مظليين عند دوبا يورت بأخدود الأرگون جنوب مدينة گروزني بالشيشان، بعدها بدأت قوات البراندنبرگر في التحرّك جهة الشمال الغربي صوب مواقع الجيش السادس، في الوقت نفسه بدأت القبائل المسلمة في القوقاز والعصابات المسلحة بقيادة حسن إسرائيلوڤ من شن هجمات مُسلحة ضد أهدافٍ سوڦێتية واحتلال مواقع إستراتيجية خلف خطوط الجيش الأحمر.
وفور اتخاذ عناصر البراندنبرگر مواقعها، انخرطت القوات الألمانية في معارك مع الميليشيات السوڦێتية ووحدات المفوضية الشعبية للشؤون الداخلية، مما أجبر القوات الألمانية على الارتداد جنوبًا حتى قرية بورزوي في الثاني عشر من سبتمبر ومنها استمرت القوات الألمانية في التوغّل في عمق القوقاز حتى قرية أوچنوي في محاولة جديدة للالتقاء مع عناصر القوات الألمانية.
من جانبه كان قائد مجموعة البراندنبرگر على اتصال مع مجموعتين من الانفصاليين الشيشانيين خلف الخطوط السوڤێتية والتيّ أظهرتا الرغبة في القتال بجانب القوات الألمانية وهو ما كان موضع ترحيب، بيد أن نقص العتاد اللازم لدى القوات الألمانية أدى لاستحالة تسليح الفصائل الشيشانية، وعليه لم تتمكن القوات الألمانية من فتح جبهة قتال ثانية في القوقاز خلف الخطوط السوڤێتية.
ومع فشل العملية في تحقيق أهدافها، بدأت القوات الألمانية في الانسحاب ببطئ مما عرّضها لهجوم سوڤێتي مُضاد أوائل شهر نوڤمبر بعدما قامت القوات الألمانية بمهاجمة رتل سوڤێتي مميكن في وقت سابق، وبحلول العاشر من ديسمبر أتمّت القوات الألمانية ارتدادها لمواقع دفاعية.

## النتائج
كانت عملية شامل اختبارُا لجدوى التعاون بين القوات الألمانية والعناصر المناوئة للقوات السوڤێتية خاصة مع هزيمة القوات الألمانية في معركة ستالينگراد وانسحابها من القوقاز، مما دفع الڤيرماخت للنظر مجددًا للمساعدات المحتملة من جانب الانفصاليين في الشيشان، وهو ما لم يدخل حيذ التنفيذ فعليًا حتى عام 1944 عندما قامت القوات الألمانية بدعم انتفاضة قلميقيا بإرسال الجناح كامفگيشڤادر 200 لقصف الأهداف السوڤێتية.
من جانبها، علمت عناصر المفوضية الشعبية للشؤون الداخلية بتواطئ الانفصاليين في الشيشان مع القوات النازية، الأمر الذي دفع الپوليتبۇرۇ السوڤێتي لإصدار قراره بترحيل الشيشانيون والإنغوشيون كافةً إلى آسيا الوسطى، ثُمّ إصدار قرار أخر بحل جمهورية الشيشان إنگوشيا السوڤێتية الاشتراكية ذاتية الحكم في السابع من مارس لعام 1944.
وعمليُا فشلت العملية في تحقيق الأهداف المرجوة منها بعد عِلم عناصر المفوضية الشعبية للشؤون الداخلية بالخطة الألمانية، والتي على أثرها قامت وحدات تابعة لها بنسف المنشآت البترولية في مايكوپ.